# Калужская провинция
Калужская провинция — одна из провинций Российской империи. Центр — город Калуга.
Калужская провинция была образована в составе Московской губернии по указу Петра I «Об устройстве губерний и об определении в оныя правителей» в 1719 году. В состав провинции были включены города Калуга, Воротынск, Козельск, Лихвин, Медынь, Мещовск, Мосальск, Одоев, Перемышль, Серпейск. По ревизии 1710 года в провинции насчитывалось 18,5 тыс. дворов.
В ноябре 1775 года деление губерний на провинции было отменено.